# Tchaj-pej
Tchaj-pej (ženský rod; tradiční znaky: 臺北, zjednodušené znaky: 台北; pinyin: Táiběi; tchajwansky: Tâi-pak) je hlavním městem Čínské republiky (Tchaj-wanu), leží na severu ostrova Tchaj-wan. Ve správním systému Čínské republiky je centrálně spravovaná speciální obec. Žije zde přibližně 2,60 milionu obyvatel. Společně s hustě osídlenou centrální a západní částí města Nová Tchaj-pej, které ji obklopuje, splývá do jedné velké aglomerace, taktéž označovaná jako Tchaj-pej.
Ve městě se také nachází kdysi nejvyšší budova světa – mrakodrap Tchaj-pej 101.
Hlavními průmyslovými odvětvími jsou elektronický průmysl, textilní průmysl, hutnictví, stavba lodí a výroba motocyklů.

## Geografie

### Poloha
Tchaj-pej se nachází v Tchajpejské pánvi (台北盆地) na severu ostrova Tchaj-wan. Na jihu ji obtéká řeka Sin-tien (新店溪), na západě řeka Tan-šuej (淡水河); severní obvody Š'-lin a Pej-tchou zasahují severně od řeky Ťi-lung (基隆河) a přiléhají k národnímu parku Jang-ming-šan (陽明山國家公園).

### Klima
Kvůli své údolní poloze město v letních měsících trpí vysokými teplotami a vlhkostí. Problém zvyšuje husté zalidnění a časté používání klimatizace. Klima v oblasti je subtropické.

## Dějiny
Oblast Tchajpejské pánve obývali nejprve domorodé lidé z etnika Ketagalan. V 18. a 19. století sem přicházeli imigranti z Číny, a na území dnešní Tchaj-peje vznikala významná města Monka (dnešní Wan-chua), Twatutia (Dadaocheng), Dalongdong a další. V roce 1875 bylo poblíž těchto měst založeno nové město Čcheng-nej (城內 Chengnei, doslova uvnitř hradeb), dnešní centrum Tchaj-peje. Z tehdy vystavených hradeb dnes zbyla jen pětice městských bran, přičemž jen severní brána je zachována v původní podobě. V roce 1887 byla města sjednocena a stala se hlavním městem nově vyhlášené provincie Tchaj-wan, rozkládající se nad tou částí ostrova, která byla pod kontrolou Říše Čching. Při té příležitosti bylo město přejmenováno na Tchaj-pej (臺 Tchaj(wan) + 北 pej – sever).

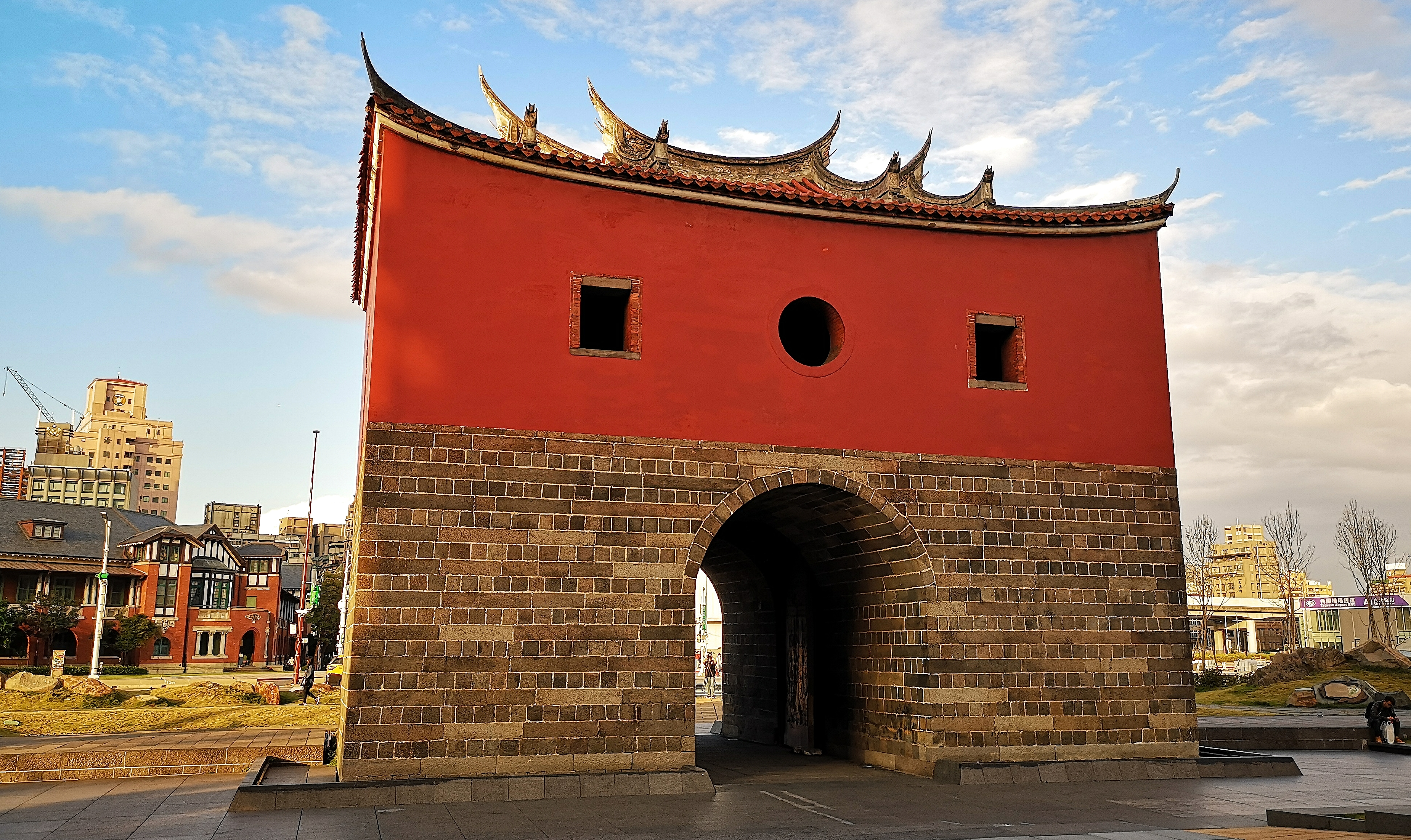
Severní brána bývalého městského opevnění.

Od doby, kdy v roce 1895 Tchaj-wan na základě Šimonosecké smlouvy připadl Japonskému císařství, začal další rozvoj města. Již v roce 1905 byly zbourány městské hradby, aby na jejich místě vznikly městské bulváry a železniční koridor. Roku 1919 byl dokončen Úřad guvernéra (dnešní Prezidentský palác), v roce 1921 Nemocnice NTU. Nejvýznamnější obchodní čtvrtí se stalo bývalé město Twatutia (Dadaocheng). Město ke konci války zažilo nálety spojeneckých sil.
Po válce město spolu se souostrovím spadlo pod správu Kuomintangu, která v roce 1947 vyústila v nepokoje a následný Masakr 228. O dva roky později, kdy komunisté obsadili Čínu a Kuomintang ustoupil na Tchaj-wan, se Tchaj-pej stala „provizorním“ hlavním městem Čínské republiky a nastala další vlna rozrůstání města. Začátkem 60. let zde žilo přes milion obyvatel, o dekádu později již více než dva miliony.
V roce 1968 byla k městu připojena okolní města Nan-kang, Ťing-mej, Mu-ča, Nej-chu, Pej-tchou a Š'-lin bývalého okresu Tchaj-pej. Celkový počet 16 městských částí byl v roce 1990 restrukturalizován do dnešních 12.
V roce 1990 se v Tchaj-peji konalo shromáždění Hnutí Wild Lily, které pomohlo ukončit vládu jedné strany a přispělo k demokratizaci země. Od doby, kdy se v roce 1996 konají svobodné volby, město slouží jako sídlo vlády Tchaj-wanu.
Jako první linka metra byla v roce 1996 zprovozněna nadzemní linka Wen-chu. Město se mezi lety 2004 a 2010 pyšnilo nejvyšší budovou světa, mrakodrapem Tchaj-pej 101.

## Městské části
Tchaj-pej se dělí na 12 městských částí (區 čchü):
| Mapa | Městská část | Městská část | Městská část | Městská část    | Městská část | Počet obyvatel (zdroje:) | Rozloha (km2) |
| Mapa | Český přepis | Znaky        | Hanyu pinyin | Tongyong pinyin | Tchajwansky  | Počet obyvatel (zdroje:) | Rozloha (km2) |
| --- | ------------ | ------------ | ------------ | --------------- | ------------ | ------------------------ | ------------- |
| Pej-tchou Š’-lin Nej-chu Čung-šan Sung- · šan Ta-tchung Čung- · čeng Wan-chua Ta-an Sin-i Nan-kang Wen-šan | Sung-šan     | 松山區       | Sōngshān     | Songshan        | Siông-san    | 210 539                  | 9,29          |
| Pej-tchou Š’-lin Nej-chu Čung-šan Sung- · šan Ta-tchung Čung- · čeng Wan-chua Ta-an Sin-i Nan-kang Wen-šan | Sin-i        | 信義區       | Xìnyì        | Sìnyì           | Sìn-gī       | 229 211                  | 11,21         |
| Pej-tchou Š’-lin Nej-chu Čung-šan Sung- · šan Ta-tchung Čung- · čeng Wan-chua Ta-an Sin-i Nan-kang Wen-šan | Ta-an        | 大安區       | Dà'ān        | Dà-an           | Tāi-an       | 312 909                  | 11,36         |
| Pej-tchou Š’-lin Nej-chu Čung-šan Sung- · šan Ta-tchung Čung- · čeng Wan-chua Ta-an Sin-i Nan-kang Wen-šan | Čung-šan     | 中山區       | Zhōngshān    | Jhongshan       | Tiong-san    | 231 286                  | 13,68         |
| Pej-tchou Š’-lin Nej-chu Čung-šan Sung- · šan Ta-tchung Čung- · čeng Wan-chua Ta-an Sin-i Nan-kang Wen-šan | Čung-čeng    | 中正區       | Zhōngzhèng   | Jhongjhèng      | Tiong-chèng  | 158 814                  | 7,61          |
| Pej-tchou Š’-lin Nej-chu Čung-šan Sung- · šan Ta-tchung Čung- · čeng Wan-chua Ta-an Sin-i Nan-kang Wen-šan | Ta-tchung    | 大同區       | Dàtóng       | Dàtóng          | Tāi-tông     | 130 929                  | 5,68          |
| Pej-tchou Š’-lin Nej-chu Čung-šan Sung- · šan Ta-tchung Čung- · čeng Wan-chua Ta-an Sin-i Nan-kang Wen-šan | Wan-chua     | 萬華區       | Wànhuá       | Wànhuá          | Báng-kah     | 189 052                  | 8,85          |
| Pej-tchou Š’-lin Nej-chu Čung-šan Sung- · šan Ta-tchung Čung- · čeng Wan-chua Ta-an Sin-i Nan-kang Wen-šan | Wen-šan      | 文山區       | Wénshān      | Wúnshan         | Bûn-san      | 274 227                  | 31,51         |
| Pej-tchou Š’-lin Nej-chu Čung-šan Sung- · šan Ta-tchung Čung- · čeng Wan-chua Ta-an Sin-i Nan-kang Wen-šan | Nan-kang     | 南港區       | Nángǎng      | Nángǎng         | Lâm-káng     | 121 134                  | 21,84         |
| Pej-tchou Š’-lin Nej-chu Čung-šan Sung- · šan Ta-tchung Čung- · čeng Wan-chua Ta-an Sin-i Nan-kang Wen-šan | Nej-chu      | 內湖區       | Nèihú        | Nèihú           | Lāi-ô͘        | 287, 861                 | 31,58         |
| Pej-tchou Š’-lin Nej-chu Čung-šan Sung- · šan Ta-tchung Čung- · čeng Wan-chua Ta-an Sin-i Nan-kang Wen-šan | Š’-lin       | 士林區       | Shìlín       | Shìhlín         | Sū-lîm       | 290 682                  | 62,37         |
| Pej-tchou Š’-lin Nej-chu Čung-šan Sung- · šan Ta-tchung Čung- · čeng Wan-chua Ta-an Sin-i Nan-kang Wen-šan | Pej-tchou    | 北投區       | Běitóu       | Běitóu          | Pak-tâu      | 255 713                  | 56,82         |

Stav v roce 2019

## Vysoké školy a univerzity
Tchaj-pej je také centrem vzdělávacích zařízení Tchaj-wanu. Ve městě se nacházejí následující důležité státní a soukromé vysoké školy:
| Název                                                | Čínsky           | Rok založení | Vyučujících | Studujících |
| ---------------------------------------------------- | ---------------- | ------------ | ----------- | ----------- |
| Národní univerzita veřejné správy                    | 國立政治大學     | 1954         | 759         | 14 800      |
| Národní tchajwanská univerzita                       | 國立臺灣大學     | 1928         | 2 107       | 29 830      |
| National Taiwan Normal University                    | 國立台灣師範大學 | 1946         | 858         | 13 432      |
| National Yang-Ming University                        | 國立陽明大學     | 1975         | 358         | 3 563       |
| National Taiwan University of Science and Technology | 國立台灣科技大學 | 1974         | 330         | 8 366       |
| National Taipei University of Technology             | 國立台北科技大學 | 1994         | 458         | 8 242       |
| National Taipei University of Arts                   | 國立台北藝術大學 | 1982         | 175         | 1 732       |
| Soochow University                                   | 東吳大學         | 1954         | 562         | 15 629      |
| Chinese Culture University                           | 文化大學         | 1963         | 744         | 27 615      |
| Shih Hsin University                                 | 世新大學         | 1960         | 279         | 10 917      |
| Ming Chuan University                                | 銘傳大學         | 1960         | 572         | 17 521      |
| Shih Chien University                                | 實踐大學         | 1958         | 280         | 14 657      |
| Tatung University                                    | 大同大學         | 1963         | 207         | 3 874       |
| Taipei Medical University                            | 台北醫學大學     | 1960         | 365         | 5 674       |

Stav v roce 2004
Kromě toho se ve městě nacházejí důležité vyšší odborné školy:

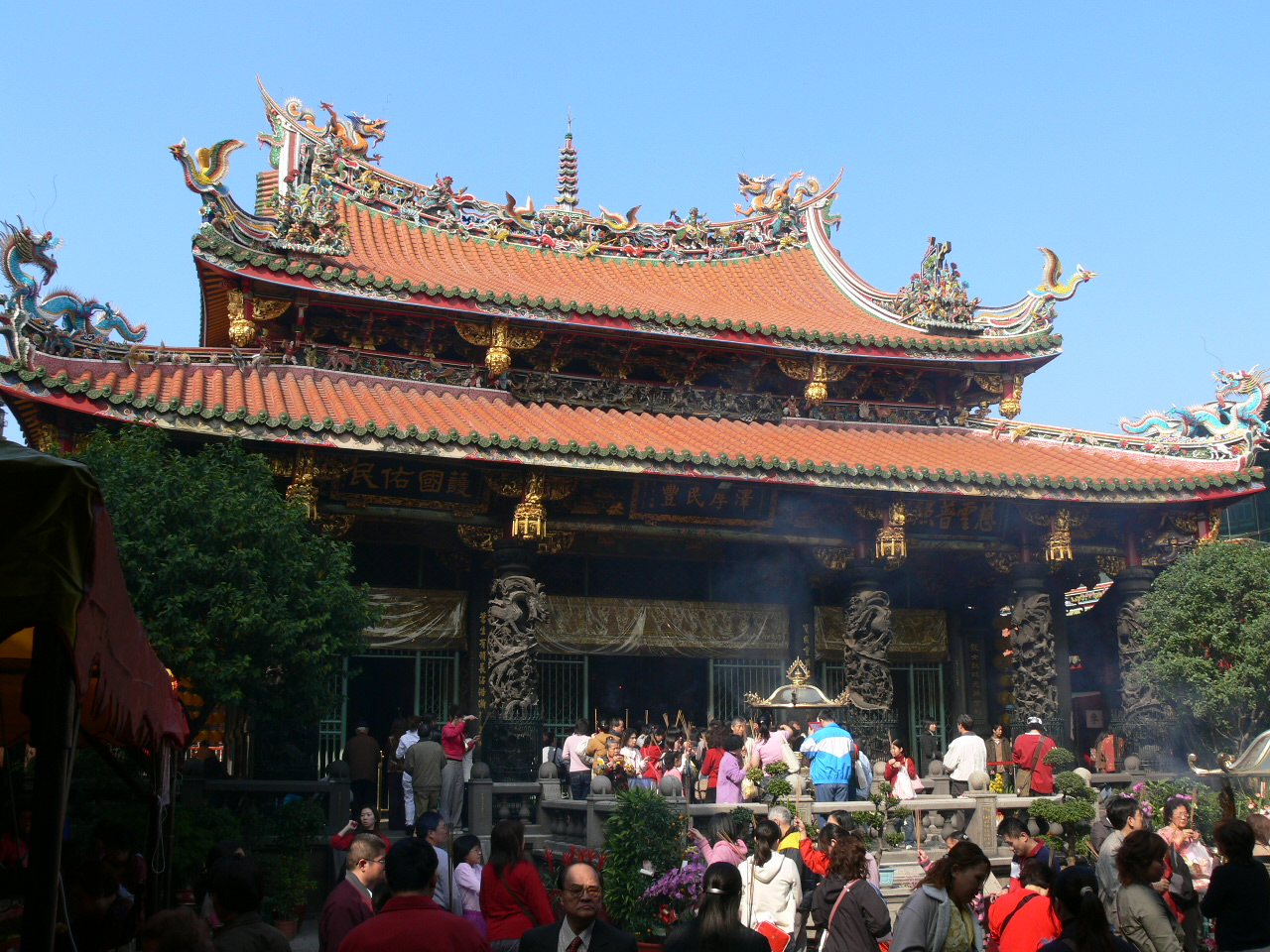
Chrám Lung-šan ve čtvrti Wan-chua

| Název                             | Čínsky           | Rok založení | Vyučujících | Studujících |
| --------------------------------- | ---------------- | ------------ | ----------- | ----------- |
| Taipei College of Nursing         | 台北護理學院     | 1994         | 154         | 2 905       |
| Taipei Teachers College           | 台北師範學院     | 1961         | 226         | 4 692       |
| Taipei College of Business        | 台北商業技術學院 | 1968         | 223         | 922         |
| Taipei Municipal Teachers College | 台北市立師範學院 | 1964         | 226         | 3 591       |
| Taipei Physical Education College | 台北體育學院     | 1968         | 124         | 1 753       |
| China Institute of Technology     | 中華技術學院     | 1968         | 264         | 4 745       |
| Takming College                   | 德明技術學院     | 1965         | 228         | 2 245       |

Stav v roce 2004

## Vláda a politika

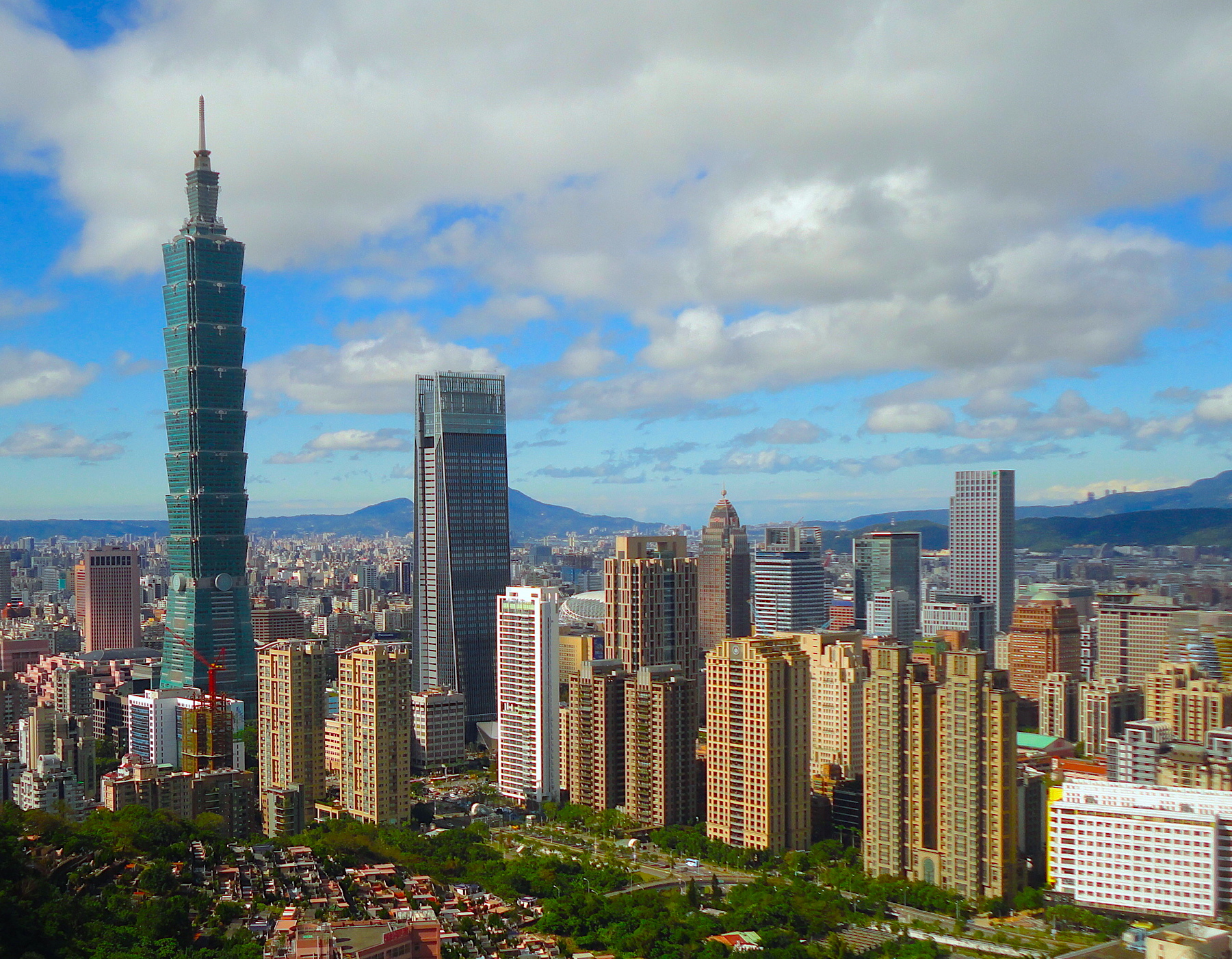
Mrakodrap Tchaj-pej 101, kdysi nejvyšší budova světa (509 m) (první je Burdž Chalífa v Dubaji).

Od roku 2014 je starostou tchajwanský chirurg a politik Kche Wen-če (柯文哲).
Na místo starosty byli lidé jmenováni od doby zahrnutí Tchaj-peje pod centrální vládu v roce 1967 až po první veřejné volby, které se konaly v roce 1994. Volí se jednou za 4 roky. Prvním zvoleným starostou byl Čchen Šuej-pien (陳水扁) z Demokratické pokrokové strany (民主進步黨; DPP), který byl v letech 2000 až 2008 prezidentem Čínské republiky (Tchaj-wanu).
Podle výsledků voleb v předchozím desetiletí voliči vykazují určitou náklonnost k pro-KMT táboru (tzv. „Modrý“ tábor)[zdroj?], nicméně obhájci tábora pro-DPP (tzv. „Zelený“ tábor) reprezentují nezanedbatelnou část voličů. Současný starosta Ko Wen-je kandidoval jako nezávislý.
Jako město, které je sídlem prezidentského úřadu, centrální legislativy a mnoha dalších administrativních celků, je Tchaj-pej často sužována velkými politickými kampaněmi a náhodnými srážkami mezi zastánci odlišných táborů. Masové pochody a demonstrace na bulváru Ketagalan před prezidentským úřadem po volbách v roce 2004 či v rámci Slunečnicového hnutí v roce 2014 jsou příhodným příkladem politického tlaku, který ve městě je.

## Kultura

### Pamětihodnosti a turistické zajímavosti
Historické a pozoruhodné čtvrti
- Wan-chua (Bangka)
- Twatutia (Dadaocheng)
- Ximending
- Pej-tchou

Chrámy
- Chrám Lung-šan ve čtvrti Wan-chua
- Chrám Baoan ve čtvrti Dalongdong
- Konfuciův chrám

Muzea
- Národní palácové muzeum
- Národní muzeum Tchaj-wanu
- TFAM (Taipei Fine Arts Museum)
- MOCA (Muzeum současného umění)
- Národní historické muzeum

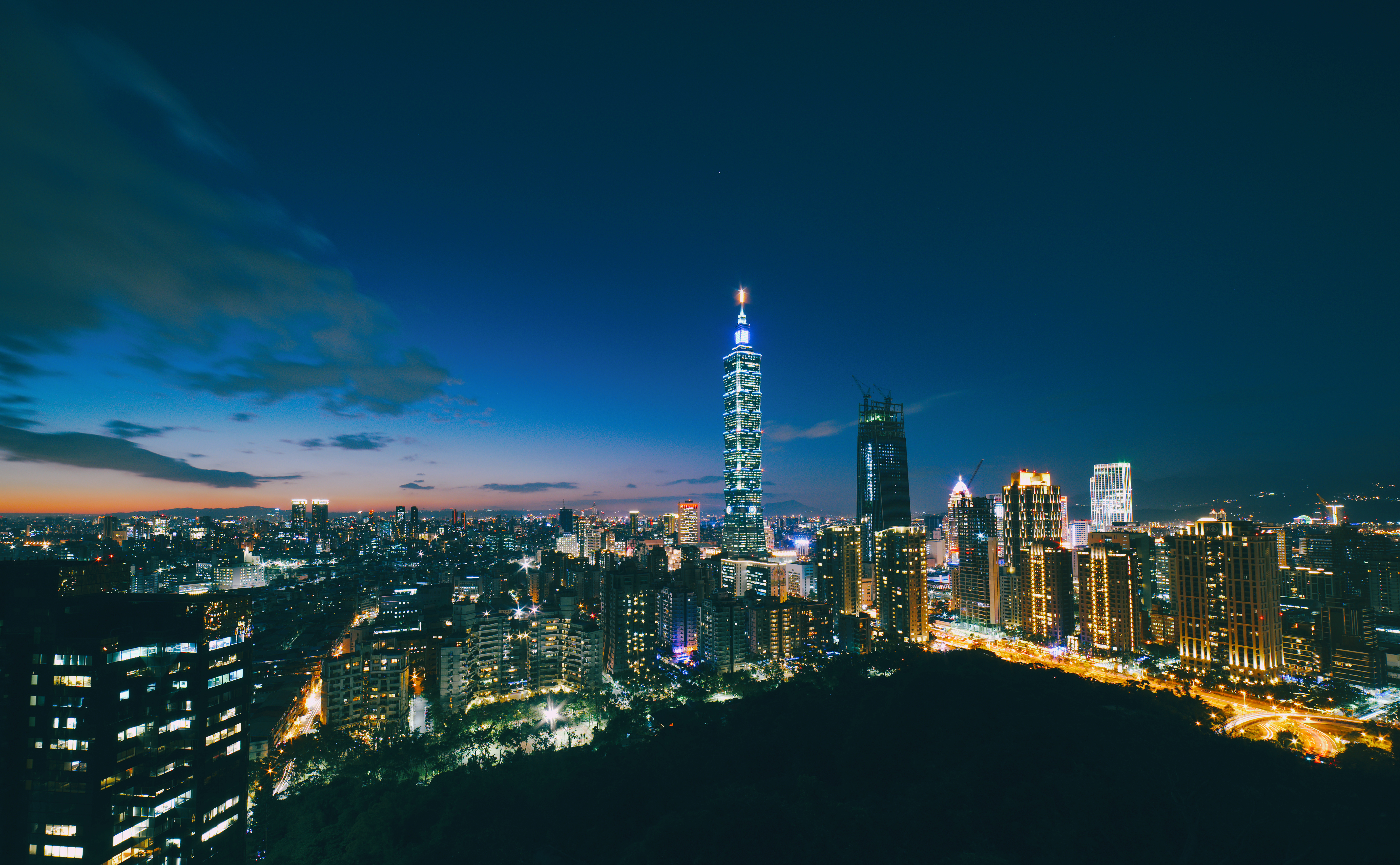
Výhled na Tchaj-pej z vyhlídky na Sloní hoře (象山).

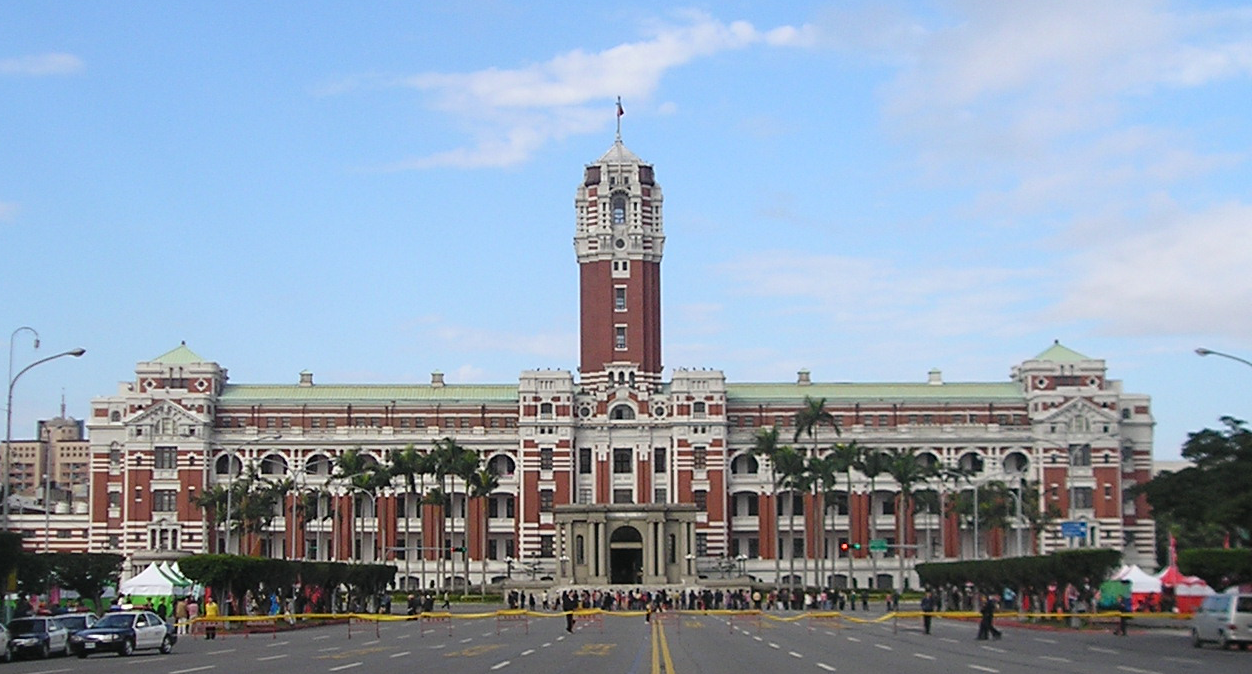
Prezidentský palác, ve kterém se nachází kancelář tchajwanské prezidentky. Budova pochází z roku 1919.

- Národní muzeum lidských práv ve čtvrti Wen-šan

Ostatní stavby
- Prezidentský palác
- Tchaj-pej 101

Přírodní památky
- Národní park Jang-ming-šan
- Vyhlídka na Sloní hoře (象山)

## Doprava
Tchaj-pej je hlavním tchajwanským dopravním uzlem pro vnitrostátní i mezinárodní leteckou, silniční a železniční dopravu.
Letecky město obsluhuje Mezinárodní letiště Tchaj-wan Tchao-jüan ležící 40 km západně od města a Letiště Tchaj-pej Sung-šan, které se nachází přímo ve městě. Tchaj-pej je napojena na vysokorychlostní vlakové tratě HSR skrze dvě stanice (Tchaj-pej a Nan-kang) a prochází zde západní linka Tchajwanské železnice (TRA). Centrální železniční uzel města je hlavní nádraží Taipei Main Station.
Na silniční dopravu je území napojeno přes dálnice č. 1 a 3, propojující sever a jih ostrova, a dálnici č. 5, propojující hlavní město s okresem I-lan.

### Metro

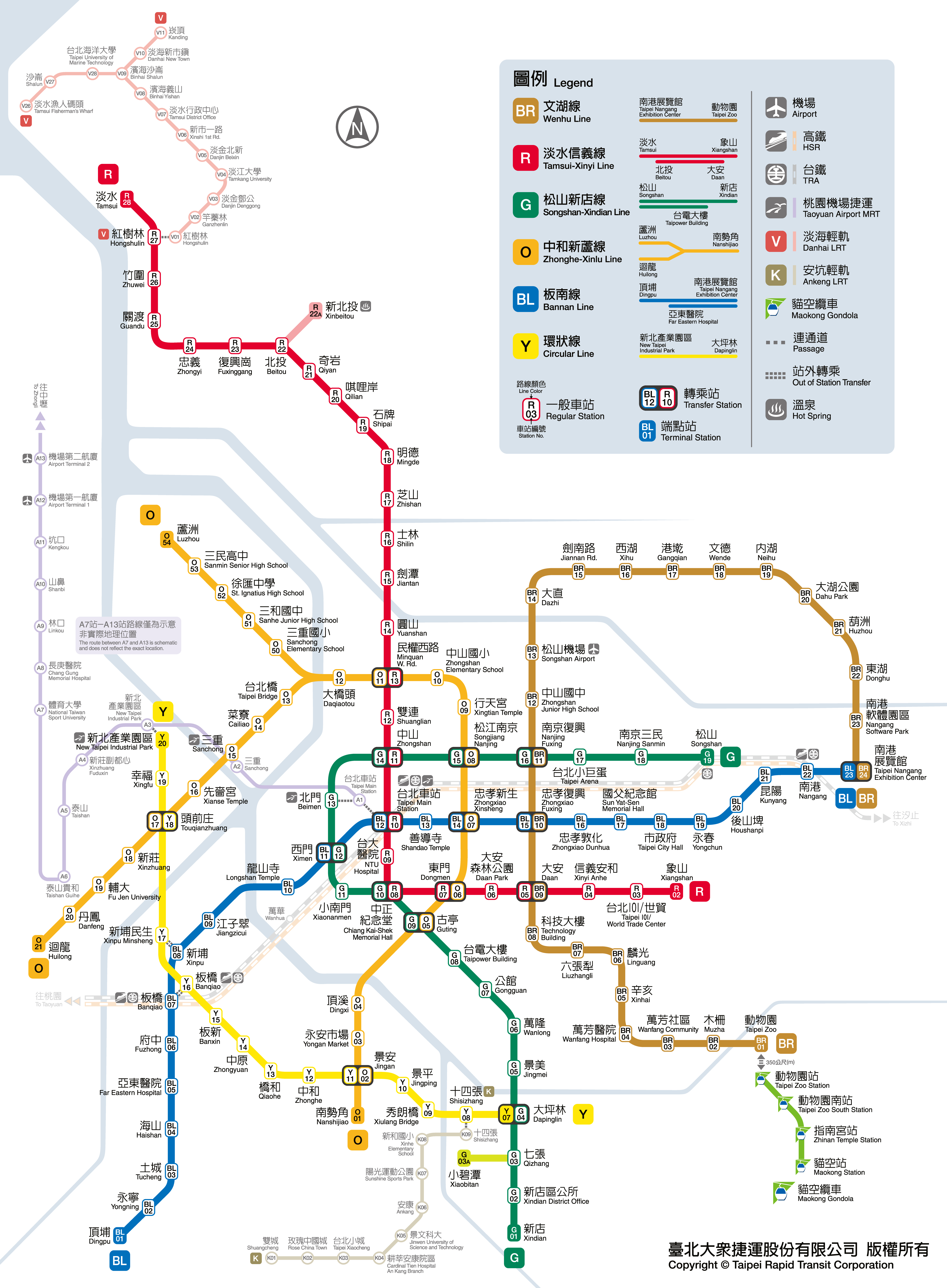
Mapa Tchajpejského metra

Tchajpejské metro má v současné době šest hlavních linek s celkovým počtem 131 stanic. Dále je propojeno s linkou metra města Tchao-jüan, která zajišťuje spojení mezi oběma městy a letištěm Tchaj-wan Tchao-jüan. Doba jízdy z centra města na letiště trvá 35 min.

## Partnerská města
- Anchorage, USA (1997)
- Ankara, Turecko
- Asunción, Paraguay (1987)
- Atlanta, USA (1979)
- Banjul, Gambie (1997)
- Bengalúru, Indie
- Bissau, Guinea-Bissau (1997)
- Boston, USA (1988)
- Cleveland, USA (1975)
- Cotonou, Benin (1967)
- Dakar, Senegal (1997)
- Dallas, USA (1997)
- Džidda, Saúdská Arábie (1978)
- Gold Coast, Austrálie (1982)
- Guam, USA (1973)
- Ciudad de Guatemala, Guatemala (1998)
- Ho Či Minovo Město, Vietnam (1968)
- Houston, USA (1961)
- Indianapolis, USA (1978)
- Johannesburg, JAR (1982)
- Jokohama, Japonsko (2006)
- La Paz, Bolívie (1997)
- Lilongwe, Malawi (1984)
- Lomé, Togo (1966)
- Los Angeles, USA (1979)
- Majuro, Marshallovy ostrovy (1998)
- Malabon, Filipíny (2005)
- Managua, Nikaragua (1992)
- Manila, Filipíny (1966)
- Mbabane, Svazijsko (1997)
- Monrovia, Libérie (1998)
- Oklahoma City, USA (1981)
- Ouagadougou, Burkina Faso (2008)
- Ciudad de Panamá, Panama (1989)
- Phoenix, USA (1979)
- Praha, Česko (2013)
- Pretoria, JAR (1983)
- Quezon City, Filipíny (1968)
- Riga, Lotyšsko (2001)
- San Francisco, USA (1970)
- San José, Kostarika (1984)
- San Salvador, Salvador (1993)
- Santo Domingo, Dominikánská republika (1970)
- Soul, Jižní Korea (1968)
- Tegucigalpa, Honduras (1975)
- Tegu, Jižní Korea (2010)
- Varšava, Polsko (1995)
- Versailles, Francie (1986)
- Vilnius, Litva (1998)
- Ulan-Ude, Rusko (1996)
- Ulánbátar, Mongolsko (1997)
- Uppsala, Švédsko (1974)
- Temešvár, Rumunsko